# Barrabas
Pour les articles ayant des titres homophones, voir Barabbas (homonymie).
Pour plus de détails, voir Fiche technique et Distribution.
Barrabas est un film muet français réalisé par Louis Feuillade en 1919 et sorti en 1920.
Il a été préservé et sa copie a été restaurée en 1998 par la Cinémathèque Gaumont et la Cinémathèque française mais cette version n'a pas été commercialisée. Elle a cependant été projetée à New York lors d'une séance spéciale au Museum of Modern Art, en janvier 1999.
Le cinéroman associé, écrit par Maurice Level pour le quotidien Le Journal de décembre 1919 à février 1920, publié ensuite à la Renaissance du livre (12 fascicules illustrés de photogrammes, 1920) puis chez Ferenczi en 1921, a été réédité en 2018 dans "La Bibliothèque Maurice Level", avec un dossier complet sur le film de Louis Feuillade, présentant tous les documents subsistants à propos des circonstances du tournage, des acteurs, de la publication en feuilleton, du lancement publicitaire du film, de sa distribution en salle sur le territoire, un choix de photographies et des comptes rendus de presse.

## Structure du film
Le film se compose de douze épisodes : 
1. La maîtresse du juif errant
2. La justice des hommes
3. La villa des glycines
4. Le stigmate
5. Noëlle Maupré
6. La fille du condamné
7. Les ailes de Satan
8. Le manoir mystérieux
9. L'otage
10. L'oubliette
11. Le revenant
12. Justice

## Synopsis

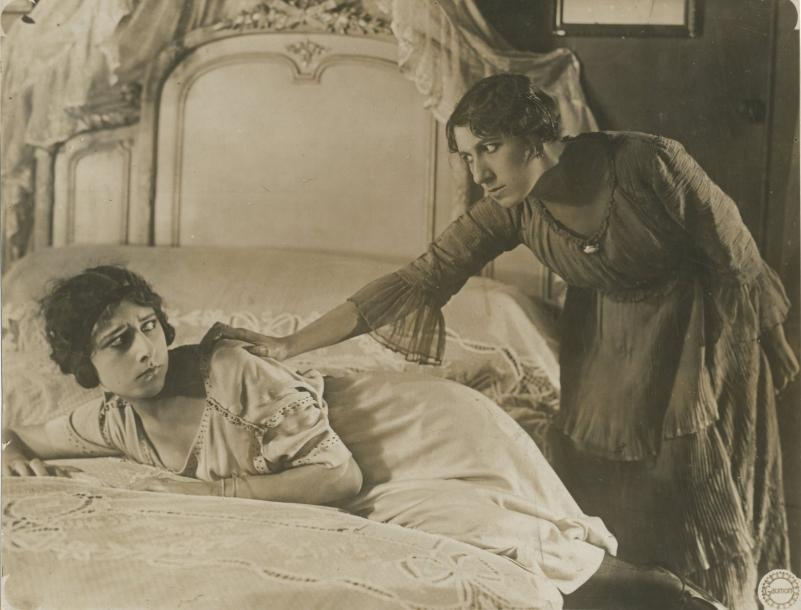
Blanche Montel et Alice Tissot dans Barrabas.

## Fiche technique
- Scénario : Louis Feuillade et Maurice Level, d'après leur histoire
- Chef opérateur : Maurice Champreux, Georges Lafont, Léon Morizet
- Montage : Maurice Champreux
- Décors : Robert-Jules Garnier
- Société de production : Société des Établissements L. Gaumont
- Format : Muet - Noir et blanc - 1,33:1 - 35 mm
- Pays de production :  France
- Durée : 489 minutes
- Date de sortie :
  - France : 5 mars 1920

## Distribution
- Fernand Herrmann : l'avocat Jacques Varèse
- Édouard Mathé : Raoul de Nérac
- Gaston Michel : Rudolph Strélitz
- Georges Biscot : Biscotin
- Blanche Montel : Françoise Varèse
- Jeanne Rollette : Biscotine
- Albert Mayer : Rougier
- Georgette Lugane : Simone Delpierre
- Lyne Stanka : Laure d'Herigny
- Violette Jyl : Noëlle Maupré
- Laurent Morléas : Laugier
- Olinda Mano : la petite Odette
- Edmund Breon : Lucius
- Gennaro Dini
- Frédéric Mariotti
- Jean-François Martial
- Alice Tissot

## Affiches
La Société Gaumont a réalisé, imprimé et distribué 15 affiches pour ce film (3 affiches pour les acteurs principaux et 12 pour les épisodes).
Plusieurs de ces affiches sont conservées à l'Eye Filmmuseum (Pays-Bas), et mises en ligne sur le portail Europeana : celle du 2e épisode , du 6e épisode , du 11e épisode. Sur les 12 affiches principales, 9 sont conservées dans ce musée néerlandais, auquel il manque celles des épisodes 3, 8 et 10. Ce musée conserve aussi l'affiche consacrée à Biscot.
Un prospectus pour annoncer la sortie du film au Teatrul Clasic Cinema (Bucarest) est conservé dans le fonds iconographique Visual Archive Southeastern Europe (Université de Bâle et de Graz)